# Махпела
Пещерата на патриарсите или гробницата на патриарсите, известна на евреите като пещерата на Махпела, (на иврит: מערת המכפלה, За този звук Me'arat ha-Makhpela (превод „пещера на двойните гробници“ или „пещерата на двойните пещери“) и за мюсюлманите като светилището на Авраам (на арабски: الحرم الإبراهيمي, За този звук-Харам ал-Ибрахими, е поредица от пещери, разположени в сърцето на Стария град на Хеброн в южния Западен бряг. Според авраамическите религии пещерата и прилежащото поле са закупени от Авраам като погребален парцел.

## Етимология на „Махпелех“
Етимологията на еврейското име Me'arat Machpelah за мястото е несигурна. Думата Махпелех означава „удвоена“, „умножена“ или „двойна“, а Ме'арат означава „пещера“, така че буквалният превод би бил просто „двойната пещера“. Името може да се отнася до оформлението на пещерата, за която се смята, че се състои от две или повече свързани камери. Тази хипотеза се обсъжда в трактата Ерувин от Вавилонския Талмуд от 6 век, който цитира спор между два влиятелни равина, Рав и Шмуел, дискутирайки относно оформлението на пещерата:
Спрямо този спор, Гемара цитира подобни спорове между Рав и Шмуел. По отношение на пещерата Махпелех в която са погребани патриарсите и матриарсите, Рав и Шмуел не се съгласиха. Единият каза: Пещерата се състои от две стаи, едната по-далеч от другата. И един каза: Състои се от стая и втора история над нея. Гемара пита: Разбира се, това е разбираемо според онзи, който каза, че пещерата се състои от една стая над другата, тъй като това е значението на Махпелех, двойна. Въпреки това, според този, който каза, че се състои от две стаи, едната по-далеч от другата, в какъв смисъл е Махпелех? Дори обикновените къщи съдържат две стаи.
Трактатът продължава, като обсъжда друга теория, че името произлиза от това, че е гробницата на трите двойки, Авраам и Сарра, Исаак и Ребека, Яков и Лиа, считани за патриарси и матриарси на авраамическите религии: 

## В Битие
Според Битие 23: 1 – 20 съпругата на Авраам Сара умира в Кирият Арба близо до Хеврон в Ханаанската земя на 127-годишна възраст, като е единствената жена в Библията, чиято точна възраст е спомената по това време Авраам е бил по работа на далеч. Авраам идва да скърби за нея. След известно време той се изправя и говори на синовете на Хет. Той им казва, че е чужденец в тяхната земя, и иска да му дадат място за погребение, за да може да погребе своите мъртви. Хетите ласкаят Авраам, наричат го лорд и могъщ принц и казват, че той може да погребе своите мъртви във всяка от техните гробници. Авраам не ги приема и вместо това ги моли да се свържат с Ефрон Хетей, син на Зоар, който живее в Мамре и е собственик на пещерата Махпелех, която предлага да купи на „пълната цена“. Ефрон лукаво отговаря, че е готов да даде на Авраам полето и пещерата в него, знаейки, че това няма да доведе до това Авраам да има постоянни претенции за него. Авраам учтиво отказва предложението и настоява да плати за полето. Ефрон отговаря, че полето струва четиристотин сикли сребро и Авраам се съгласява с цената, без да се пазари повече. След това той продължи да погребва там починалата си съпруга Сарра.
Погребението на Сарра е първият разказ за погребение в Библията, а покупката на Авраам на Махпелех е първата спомената търговска сделка.
Следващото погребение в пещерата е на самия Авраам, който на 175 години е погребан от синовете си Исаак и Исмаил. Актът за собственост на пещерата е част от собствеността на Авраам, която е предадена на сина му Исаак.
Третото погребение е на Исак, от двамата му синове Исав и Яков, когато той беше на 180 години. Не се споменава как и кога е починала съпругата на Исаак Ребека, но тя е включена в списъка на тези, които са били погребани в Махпела в последните думи на Яков към децата на Израел. Самият Яков умира на 147-годишна възраст.
В последната глава на Битие Йосиф кара лекарите си да балсамират баща му Яков, преди да го изведат от Египет, за да бъде погребан в пещерата на полето Махпела.Когато Йосиф умря в последния стих, той също беше балсамиран. Погребан е много по-късно в Сихем, след като децата на Израел влязоха в обещаната земя.